# Dick Gibson
 Richard "Dick" Gibson va ser un pilot de curses automobilístiques britànic que va arribar a disputar curses de Fórmula 1.
Dick Gibson va néixer el 16 d'abril del 1918 a Bourne, Lincolnshire, Anglaterra.

## A la F1
Va debutar a la sisena cursa de la temporada 1957 (la vuitena temporada de la història) del campionat del món de la Fórmula 1, disputant el 4 d'agost del 1957 el GP d'Alemanya al Circuit de Nürburgring.
Dick Gibson va participar en un total de dues curses puntuables pel campionat de la F1, disputant-les en dues temporades diferents (1957 i 1958), retirant-se en les dues ocasions i, per tant, no aconseguint cap punt pel campionat.

## Resultats a la Fórmula 1
| Any  | Equip    | Xassís | Motor  | 1   | 2   | 3   | 4   | 5   | 6       | 7   | 8       | 9   | 10  | 11  | Posició | Punts |
| ---- | -------- | ------ | ------ | --- | --- | --- | --- | --- | ------- | --- | ------- | --- | --- | --- | ------- | ----- |
| 1957 | R Gibson | Cooper | Climax | ARG | MON | 500 | FRA | GBR | ALE Ret | PES | ITA     |     |     |     | -       | 0     |
| 1958 | R Gibson | Cooper | Climax | ARG | MON | HOL | 500 | BEL | FRA     | GBR | ALE Ret | POR | ITA | MAR | -       | 0     |

### Resum
| Curses: | Victòries: | Pòdiums: | Poles: | Voltes ràpides: | Punts: |
| ------- | ---------- | -------- | ------ | --------------- | ------ |
| 2       | 0          | 0        | 0      | 0               | 0      |